# فاتح تکه
فاتح تکه (انگلیسی: Fatih Tekke؛ زادهٔ ۹ سپتامبر ۱۹۷۷) بازیکن فوتبال اهل ترکیه است.
از باشگاه‌هایی که در آن بازی کرده‌است می‌توان به باشگاه فوتبال آلتای اسپور، باشگاه فوتبال غازی عینتاب‌اسپور، باشگاه فوتبال روبین کازان، باشگاه فوتبال آنکاراگوچو، باشگاه فوتبال ترابزون‌اسپور، باشگاه فوتبال بشیکتاش، باشگاه فوتبال زنیت سن پترزبورگ، و باشگاه فوتبال اردواسپور اشاره کرد.
وی همچنین در تیم ملی فوتبال ترکیه بازی کرده‌است.